# Charybdis Scopulus
Charybdis Scopulus és una formació geològica de tipus scopulus a la superfície de Mart, localitzada amb el sistema de coordenades planetocèntriques a -19.91 latitud N i 21.55 ° longitud E, que fa 551.26 km de diàmetre. El nom va ser aprovat per la UAI l'any 1985 i fa referència a una característica d'albedo.